# Адаптивна радіація

Адаптивна радіація плацентарних ссавців, що мають загального предка (в центрі), але пристосувалися до різних типів середовища

Адаптивна радіація — утворення в ході еволюції з однієї групи організмів численних різноманітних форм. Термін запропонував американський вчений Г. Осборн в 1915 р., однак думку про адаптивну радіацію висловив ще раніше Ч. Дарвін, який назвав цей процес дивергенцією. Адаптивна радіація лежить в основі всіх форм адаптаціогенеза і є результатом надбання організмами спеціальних пристосувань — адаптацій і проникнення в нові адаптивні зони. Основне джерело адаптивної радіації — внутрішньовидові процеси (генетичне різноманіття видових популяцій, диференціювання виду на географічні та екологічні раси в результаті розширення ареалу при сприятливих умовах, внутрішньовидові протиріччя).
Масштаби адаптивної радіації можуть бути різні. Як правило, після ароморфозу настає адаптивна радіація великого масштабу. Адаптивна радіація меншого масштабу, що має характер ідіоадаптації, охоплює лише близькі види або групи видів. До адаптивної радіації великого масштабу можна віднести еволюцію амфібій, з яких одні види, що живуть у воді, мають хвіст (Urodela), інші, що живуть і в воді і на суші, зберегли хвіст лише в личинковій стадії (Anura), треті, що живуть тільки на суші, втратили ноги і набули червоподібну форму (Apoda). Прикладами адаптивної радіації малого масштабу, пов'язаної з утворенням географічних рас, можуть служити камчатський світлий строкатий дятел і темний дрібний дятел з північного Ірану або раси ялини звичайної — європейська, сибірська та фінська.

## Схожі на мурахоїда
1 рід — (монотиповий)
(2 підвиди)
| Мурахоїдо-подібний сумчастий                                                                         | Мурахоїдо-подібний сумчастий  | Мурахоїдо-подібний сумчастий | Мурахоїдо-подібний сумчастий | Мурахоїдо-подібний сумчастий |
| Таксон                                                                                               | Поширення                     | Примітки                     | Зображення                   |                              |
| --- | ----------------------------- | ---------------------------- | ---------------------------- | ---------------------------- |
| Сумчасті: (мурахоїдоподібний) - Родина — Myrmecobiidae Рід-Myrmecobius 1. 1 рід — нумбат (2 підвиди) | Західна Австралія (2 підвиди) |                              |                              |                              |

## Схожі на котів
1 рід — (6 видів)
| Котоподібні сумчасті | Котоподібні сумчасті          | Котоподібні сумчасті | Котоподібні сумчасті | Котоподібні сумчасті |
| Таксон | Поширення                     | Примітки             | Зображення           |                      |
| --- | ----------------------------- | -------------------- | -------------------- | -------------------- |
| Сумчасті: (котоподібні) - Ряд — Dasyuromorphia Родина — Dasyuridae Рід — Dasyurus 1. D. albopunctatus 2. D. geoffroii 3. D. hallucatus 4. D. maculatus 5. D. spartacus 6. D. viverrinus | Австралія & Папуа Нова Гвінея |                      |                      |                      |

## Байбакоподібні
6 родів
2 існуючих роди
| Байбакоподібні сумчасті                                     | Байбакоподібні сумчасті | Байбакоподібні сумчасті | Байбакоподібні сумчасті | Байбакоподібні сумчасті |
| Таксон                                                      | Поширення               | Примітки                | Зображення              |                         |
| ----------------------------------------------------------- | ----------------------- | ----------------------- | ----------------------- | ----------------------- |
| Сумчасті: (байбакоподібні) - Родина — Vombatidae 1. 6 родів |                         |                         |                         |                         |

## Схожі на кротів
1 рід — (2 види)
| Кротоподібні сумчасті                                                     | Кротоподібні сумчасті | Кротоподібні сумчасті | Кротоподібні сумчасті | Кротоподібні сумчасті |
| Таксон                                                                    | Поширення             | Примітки              | Зображення            |                       |
| ------------------------------------------------------------------------- | --------------------- | --------------------- | --------------------- | --------------------- |
| Сумчасті: (кротоподібне) - Рід — Notoryctes 1. N. caurinus 2. N. typhlops |                       |                       |                       |                       |

## Носорогоподібний
1 рід
| Носорогоподібне сумчасте                                                                                           | Носорогоподібне сумчасте | Носорогоподібне сумчасте | Носорогоподібне сумчасте | Носорогоподібне сумчасте |
| Таксон | Поширення                | Примітки                 | Зображення               |                          |
| --- | ------------------------ | ------------------------ | ------------------------ | ------------------------ |
| Сумчасті: (носорогоподібне) - Ряд -Diprotodontia Підряд — Vombatiformes Родина — Diprotodontidae Рід — Nototherium | Зник                     |                          |                          |                          |

## Білкоподібні
1 рід — (6 видів)
| Білкоподібні сумчасті | Білкоподібні сумчасті | Білкоподібні сумчасті | Білкоподібні сумчасті | Білкоподібні сумчасті |
| Таксон | Поширення             | Примітки              | Зображення            |                       |
| --- | --------------------- | --------------------- | --------------------- | --------------------- |
| Сумчасті: (білкоподібні) - Рід — Petaurus 1. P. abidi 2. P. australis 3. P. biacensis 4. P. breviceps 5. P. gracilis 6. P. norfolcensis |                       |                       |                       |                       |

## Вовкоподібний
1 рід — (1 вид)
| Вовкоподібне сумчасте                                                                                  | Вовкоподібне сумчасте | Вовкоподібне сумчасте | Вовкоподібне сумчасте | Вовкоподібне сумчасте |
| Таксон                                                                                                 | Поширення             | Примітки              | Зображення            |                       |
| --- | --------------------- | --------------------- | --------------------- | --------------------- |
| Сумчасті: (вовкоподібний) - Ряд — Dasyuromorphia Родина — Thylacinidae Рід — Тилацін 1. T. cynocephlus | Зник                  |                       |                       |                       |

## Подібні до росомахи
1 рід — (1 вид)
| Росомахоподібне сумчасте                                                                               | Росомахоподібне сумчасте        | Росомахоподібне сумчасте | Росомахоподібне сумчасте | Росомахоподібне сумчасте |
| Таксон                                                                                                 | Поширення                       | Примітки                 | Зображення               |                          |
| --- | ------------------------------- | ------------------------ | ------------------------ | ------------------------ |
| Сумчасті: (росомахоподібне) - Ряд — Dasyuromorphia Родина — Dasyuridae Рід -Sarcophilus 1. S. harrisii | зник з материка (лише Тасманія) |                          |                          |                          |

## Унікальні: Схожі на кенгуру
- Див. Кенгуру

## Унікальні: Схожі на опоссума
? видів
| Унікальні — схожі на опоссума сумчасті                                                             | Унікальні — схожі на опоссума сумчасті | Унікальні — схожі на опоссума сумчасті | Унікальні — схожі на опоссума сумчасті | Унікальні — схожі на опоссума сумчасті |
| Таксон                                                                                             | Поширення                              | Примітки                               | Зображення                             |                                        |
| -------------------------------------------------------------------------------------------------- | -------------------------------------- | -------------------------------------- | -------------------------------------- | -------------------------------------- |
| Сумчасті: (схожі на опоссума) - Інфраклас — Marsupialia Родина — Didelphidae Рід 1. Декілька родів |                                        |                                        |                                        |                                        |